# Forza! Nederland
Forza! (Fortuynistische Oproep tot een Realistische Zakelijke Aanpak) is een Nederlandse politieke vereniging die in 2003 is ontstaan uit de Lijst Pim Fortuyn. De organisatie heeft nooit deelgenomen aan landelijke verkiezingen en is alleen op gemeentelijk niveau actief.

## Geschiedenis
Forza! is in 2003 ontstaan als afsplitsing van de Lijst Pim Fortuyn. In 2003 richtte Paul Meijer samen met Hoofddorper Michel van Dijk een lokale afdeling van de Lijst Pim Fortuyn op in de gemeente Haarlemmermeer voor de gemeenteraadsverkiezingen van 2006. Na enkele geschillen stapten zij echter samen met Fleur Agema uit deze partij en richtten Forza! in eerste instantie met Agema op. Agema sloot zich twee jaar later aan bij de PVV.
De partij nam  in de gemeente Haarlemmermeer deel aan de gemeenteraadsverkiezingen van 2006. De partij haalde 3,2 procent van de stemmen, wat niet genoeg was voor een zetel. Later dat jaar was Meijer kandidaat bij de Tweede Kamerverkiezingen 2006 namens de Partij voor Nederland van Hilbrand Nawijn. Hij had het plan om de partij te laten opgaan in die van Nawijn, maar de Partij voor Nederland haalde geen zetels in het parlement en stierf een stille dood. In 2008 probeerde de partij zich aan te sluiten bij Rita Verdonk en haar partij Trots op Nederland, maar ook dat ging uiteindelijk niet door.
Een tweede poging volgde bij de gemeenteraadsverkiezingen van 2010 waarbij de partij naast Haarlemmermeer ook meedeed in de gemeente Haarlem. In Haarlemmermeer haalde de partij met zeven procent van de stemmen drie zetels. In Haarlem behaalde de partij geen zetels, waarop de afdeling werd opgeheven. Een van de raadsleden in Haarlemmermeer verliet de partij na meningsverschillen in 2012 en sloot zich aan bij de VVD. In hetzelfde jaar sloot een raadslid van Een Haarlemmermeer zich aan bij Forza!
Op 10 juli 2012 sloot het Noord-Hollandse statenlid Monica Nunes zich aan bij Forza! Zij was in 2011 voor de PVV gekozen, en verliet in maart 2012 de fractie samen met Hero Brinkman en een ander statenlid. Later scheidde zij zich af van Brinkman en diens fractie en sloot zij zich aan bij Forza!. Nunes was omstreden doordat ze op de extreemrechtse website Stormfront actief was geweest.
In 2013 en 2014 kwam zij niet meer opdagen bij vergaderingen in de provinciale staten. Na berichtgeving hierover door het weblog GeenStijl en het verzoek van commissaris van de koning Johan Remkes om haar zetel op te geven, werd ze in april 2014 geroyeerd door Forza!. Zij gaf haar zetel niet op en ging als fractie Nunes verder. Forza! Noord-Holland besloot daarna niet deel te nemen aan de Provinciale Statenverkiezingen van 2015.
Bij de gemeenteraadsverkiezingen van 2014 werden in de gemeente Velsen twee zetels behaald en in Haarlemmermeer vier zetels. Eind 2014 verlieten twee raadsleden in Haarlemmermeer en één in Velsen de partij, waardoor beide fracties gehalveerd werden. In 2016 sloot een raadslid in Castricum zich aan bij Forza! en ging onder de vlag van de partij als eenmansfractie verder. In 2017 sloot een lokaal raadslid in Nissewaard zich aan bij Forza! nadat zij uit haar partij was gezet. Bij de gemeenteraadsverkiezingen van 2018 haalde Forza! één zetel in Castricum en drie in Velsen. De eenmansfractie in Nissewaard verloor haar enige zetel en in de gemeente Maassluis werden er geen zetels behaald. Bij de wegens een gemeentelijke herindeling uitgestelde verkiezingen in Haarlemmermeer in november 2018 steeg de partij naar vijf zetels, waarmee zij de grootste oppositiepartij in de gemeenteraad werd.

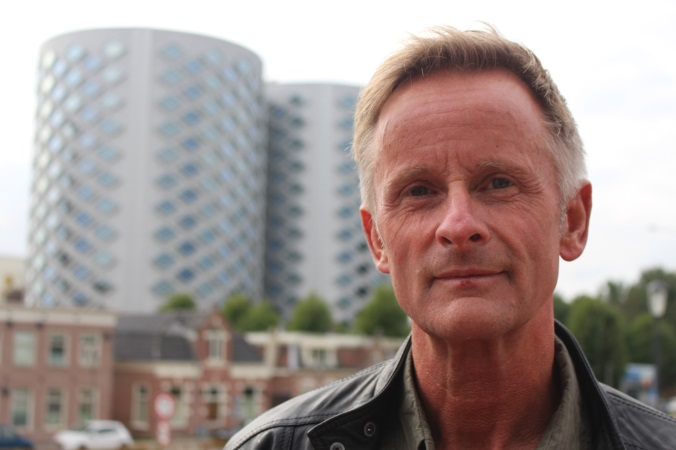
Erik Vermeulen (2019)

In november 2020 brak een richtingenstrijd uit in de partij. Enkele bestuursleden beschuldigden toenmalig partijleider Paul Meijer van het misbruiken van het fractiebudget, dat elke fractie in de gemeente Haarlemmermeer krijgt, voor privé-uitgaven. Meijer was op dat moment fractievoorzitter van de Forza! fractie in de gemeente Haarlemmermeer. In totaal zou het gaan om 15.000 euro. Nadat tegen hem een integriteitsmelding was gedaan bij Marianne Schuurmans, burgemeester van Haarlemmermeer, werd hij op non-actief gesteld. De fractie in Haarlemmermeer viel daarop uiteen in verschillende kampen waarbij twee raadsleden zich afsplitsten, onder wie Erik Vermeulen, die naast raadslid ook landelijk penningmeester was, en een ander meldde zich ziek. Meijer werd toen opgevolgd als fractievoorzitter door Jordy Schaap. In januari 2021 keerden de twee afgescheiden leden terug in de fractie en werd Meijer uit de fractie gezet door Schaap. Forza! presenteerde op 16 april 2021 een nieuw bestuur waarbij Ralph Castricum, Forza! fractievoorzitter in de gemeente Castricum, tot nieuwe voorzitter van de partij werd benoemd. Zowel Meijer als de andere bestuursleden claimden daarna de partij te vertegenwoordigen.
Meijer sleepte vervolgens het nieuwe bestuur hierover voor de rechter omdat Castricum en Vermeulen zich ten onrechte zouden voordoen als bestuursleden van Forza! en omdat Vermeulen volgens Meijer weigerde zijn medewerking te verlenen aan uitschrijving als bestuurder en aan inschrijving van een nieuwe bestuur, gekozen door Meijer zelf bij een door hem uitgeroepen ledenbijeenkomst, bij de Kamer van Koophandel. Op 30 juni 2022 verklaarde de voorzieningenrechter van de rechtbank Noord-Holland Meijer niet-ontvankelijk in zijn vorderingen, omdat deze vorderingen slechts toekomen aan Forza! en niet aan eiser als privé persoon . Meijer sloot zich daarop aan bij BVNL en liet Forza! achter zich. Op 4 november 2022 werd Meijer nogmaals veroordeeld door de rechtbank van Noord-Holland tot het terugbetalen van 32.691,95 euro aan Forza!. De gemeente Haarlemmermeer heeft daarna 14.510 euro van Forza! teruggeëist. Dat bedrag zou Meijer in de periode 2017-2020 hebben uitgegeven aan privé-uitgaven.
Bij de gemeenteraadsverkiezingen van 2022 verloor Forza! twee van de vijf zetels in Haarlemmermeer. In Velsen zakte de partij van drie naar twee zetels. De derde kandidaat op de lijst, Ferry Levasier, versloeg met voorkeursstemmen de nummer twee en kwam zo in de gemeenteraad van Velsen. In Castricum werd zetelwinst geboekt en kwam de partij met twee zetels in de gemeenteraad. In Castricum waren eerder in 2021 twee voormalige VVD- raadsleden overgestapt naar Forza!
In 2024 fuseerde Forza! IJmond met lokale partij LGV tot de nieuwe partij Sterk Velsen. Hiermee verloor Forza! Nederland haar vertegenwoordiging in de gemeente Velsen.

## Standpunten
Forza! is een fortuynistische, liberale partij. Forza! staat voor onder andere de volgende punten: meer vrijheid en betrokkenheid voor lokale ondernemers, afschaffing hondenbelasting, eigen inwoners voorrang bij woningtoewijzing, geen bezuinigingen op de zorg, gekozen burgemeester en meer inspraak voor inwoners in de politiek. Ook wil Forza! geen 'verdere islamisering' in de gemeenten en zijn ze fel tegenstander van de komst van windmolens. De partij maakt zich op gemeentelijk niveau sterk voor openbaarheid en transpiratie van het gemeentebestuur, meer burgerinspraak en het zuinig omgaan met publieksgeld. In 2021 maakte Forza! duidelijk tegen de bestaande coronamaatregelen vanuit de overheid te zijn en deze veel te ver vinden gaan. Over het vaccineren was de partij voor keuzevrijheid voor individuelen. 
Forza! maakt vaak duidelijk dat zij niet met partijen als de PVV of Forum voor Democratie te vergelijken zijn, maar profileren zich wel als de lokale alternatieven voor deze partijen en JA21. Zo wil Forza! de koran niet verbieden of moskeeën sluiten.
De partij houdt zich aan de negen kernwaarden van Pim Fortuyn die ook regelmatig terugkeren in de verkiezingsprogramma's van de partij. Deze kernwaarden van Fortuyn zijn door Fortuyn zelf destijds in 2002 in het verkiezingsprogramma van de LPF opgeschreven en luiden als volgt:
In Nederland:
1. Geldt een parlementaire democratie.
2. Bestaat een volledige scheiding van Kerk en Staat.
3. Geldt een volledige vrijheid van meningsuiting.
4. Geldt een markteconomie gebaseerd op eigen initiatief en vrij ondernemerschap.
5. Dient een absolute scheiding te zijn tussen de wetgevende, uitvoerende en rechtsprekende macht.
6. Zijn mannen en vrouwen cultureel, sociaal en economisch volstrekt gelijkwaardig. En de seksuele geaardheid doet in het politieke domein niet ter zake.
7. Staat individuele verantwoordelijkheid van de mens centraal.
8. Dient de samenleving te bestaan uit samenlevende en samenwerkende individuen.
9. Wordt de Universele Verklaring van de rechten van de Mens gerespecteerd en nageleefd zonder eigengereide interpretaties op basis van zgn. eigen culturen.